# イジャーク (小惑星)
イジャーク (1546 Izsák) は、小惑星帯にある小惑星。
1941年、クリン・ジェルジュがブダペストのコンコリー天文台で発見した。

## 名称
ハンガリー人の天文学者・天体力学者イジャーク・イムレ（Imre Izsák, 1929年 - 1965年）に因む。ザラエゲルセグ出身のイジャークはハンガリー動乱（1956年）に際して国外に亡命、スミソニアン天体物理観測所やアメリカ航空宇宙局（NASA）に勤務し、人工衛星の軌道計算に従事した人物である。
命名は1980年2月の小惑星回報（MPC 5182）で公表された。このとき同時に、ハンガリー人天文学者に因む (1538) デトレ、 (1710) ゴットハルド も命名されている。
なお、イジャークの名は1970年に月のクレーター (Izsak (crater)) にも命名されている。

## 註
1. 1 2  MPC 5182（1980年2月1日）
2. 1 2  盛田常夫「ハンガリー出身・関連科学者一覧」 - ハンガリーからのメッセージ